# موسوعي

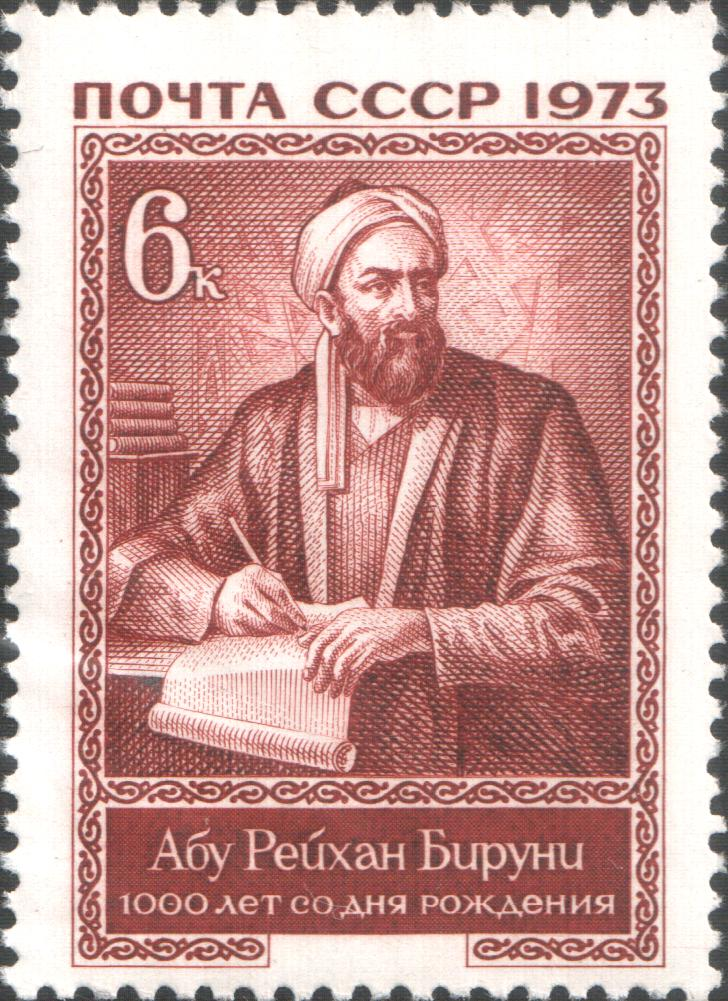
أبو الريحان البيروني، كمثال على الموسوعيين

الموسوعي (باليونانية: πολυμαθής،polymathēs)‏ في بعض الأحيان (في حالة كونه ذكراً) يتم استخدامه كمصطلح للإشارة إلى عالِم في عصر النهضة والعصر الذهبي للإسلام، و هو الشخص الذي تمتد خبرته إلى عدد كبير من المجالات المختلفة. من ناحية أخرى الموسوعي ببساطة هو شخص مطلع إلى حد كبير. معظم العلماء من العصر القديم يعتبر كل منهم موسوعيًا بمقاييس اليوم. أول استخدام لهذا المصطلح كان في القرن السابع عشر.

## لقراءة أوسع
- Frost, Martin, "Polymath: A Renaissance Man"
- Mirchandani, Vinnie, The New Polymath: Profiles in Compound-Technology Innovations", John Wiley & Sons, 2010